# Juan Bautista Pérez
Juan Bautista Pérez (Caracas, Veneçuela, 20 de desembre de 1869 – Caracas, 7 de maig de 1952), va ser un advocat i magistrat veneçolà. President encarregat de Veneçuela durant la dictadura de Juan Vicente Gómez. Malgrat el càrrec executiu, va ser una de les figures designades pel dictador per donar un aparent marc d'institucionalitat a un període caracteritzat pel personalisme.